# Groen en Grondig
Groen en Grondig was een televisiemagazine uit 1987 van de TROS, met informatie over de agrarische sector. Het bevatte korte reportages en een agenda van evenementen. De presentatie was door Martine van Os en Evert van Benthem. In 1990 werd het laatste seizoen uitgezonden. Toen werd het programma gepresenteerd door Van Benthem en Barbara van Helsdingen.